# Немировка (Хмельницкая область)
Немировка (укр. Немирівка) — село в Староконстантиновском районе Хмельницкой области Украины.
Население по переписи 2001 года составляло 187 человек. Почтовый индекс — 31134. Телефонный код — 3854. Занимает площадь 0,461 км². Код КОАТУУ — 6824287705.

## Местный совет
31134, Хмельницкая обл., Староконстантиновский р-н, с. Сахновцы
- В Немировке родился Гнатюк, Николай Васильевич (1952) — советский и украинский эстрадный певец, Народный артист Украинской ССР.